# Porto-Vecchio
Porto-Vecchio (Korsikansk: Portivechju) er en fransk by og kommune beliggende i den sydlige del af departementet Corse-du-Sud på øen Korsika. I januar 2010 var der 11.005 indbyggere i kommunen.